# Genie Award/Bester animierter Kurzfilm
Der Genie Award für den besten animierten Kurzfilm wurde von 1986 bis zur Einstellung des Preises 2012 von der kanadischen Akademie für Kino und Fernsehen für den besten animierten Kurzfilm des Jahres vergeben. Die Filme sind nach dem Jahr, in dem die jeweilige Verleihung stattfand, gelistet.
Mit Ryan und The Danish Poet – Eine Liebesgeschichte wurden Oscar-prämierte Filme ausgezeichnet. Steht ein Sternchen hinter dem Filmtitel, wurde der Kurzfilm auch mit einem Oscar ausgezeichnet.
Die unten aufgeführten Filme werden mit ihrem deutschen Verleihtitel (sofern ermittelbar) angegeben, danach folgt in Klammern in kursiver Schrift der Originaltitel in der jeweiligen Landessprache und abgetrennt Regisseure und/oder Produzenten, die nominiert wurden. Die Nennung des Originaltitels entfällt, wenn deutscher und Original-Filmtitel identisch sind. Die Gewinner stehen hervorgehoben an erster Stelle.

## 1980er-Jahre
1986
The Big Snit – Regie/Produktion: Michael J.F. Scott, Richard Condie
Paradise – Regie/Produktion: Ishu Patel
Sylvia – Regie/Produktion: Yves Leduc
1987
Get a Job – Brad Caslor, Michael J.F. Scott, Derek Mazur
Every Dog’s Guide to Complete Home Safety – Bill Pettigrew
Tables of Content – Wendy Tilby
1989
The Cat Came Back – Richard Condie, Cordell Barker
Nocturnes – Yves Leduc
Primitti Too Taa – Ed Ackerman

## 1990er-Jahre
1990
Juke-Bar –  Martin Barry
In and Out – David Fine, Alison Snowden
The Dingles – Bill Pettigrew
1992
Strings – Wendy Tilby
Blackfly – Christopher Hinton
The Lump – John Weldon
1993
Pearl’s Diner – Lynn Smith
No Problem – Craig Welch
1997
Die alte Dame und die Tauben (La vieille dame et les pigeons) – Sylvain Chomet, Bernard Lajoie, Didier Brunner
A l’ombre – Tali Prévost, Yves Leduc, Pierre Hébert
Dinner for Two – Barrie Angus McLean, Janet Perlman
1999
Bingo – Andy Jones, Kevin Tureski, Chris Landreth
Frank the Wrabbit – Marcy Page, John Weldon

## 2000er-Jahre
2000
When the Day Breaks – Wendy Tilby, Amanda Forbis, David Verrall
Ludovic: The Snow Gift – Co Hoedeman, Thérèse Descary
The Old Man and the Sea* – Alexander Petrow, Bernard Lajoie, Tatsuo Shimamura
2001
Village of Idiots – Rose Newlove, Michael J.F. Scott, David Verrall, Eugène Fedorenko
Cuckoo, Mr. Edgar! – Pierre M. Trudeau, Thérèse Descary
From the Big-Bang to Tuesday Morning – Thérèse Descary, Jean-Jacques Leduc, Claude Cloutier, Marcel Jean
2002
The Boy Who Saw the Iceberg – Marcy Page, Paul Driessen
Aria – Pjotr Sapegin, Marcel Jean, David Reiss-Anderson
Strange Invaders – Jennifer Torrance, Cordell Barker
2003
The Hungry Squid – Marcy Page, John Weldon
Glasses – Marcy Page, Brian Duchscherer
Pirouette – Marcel Jean, Tali Prévost, Pierre Hébert
2004
Falling in Love Again – Munro Ferguson, Marcy Page
Islet – Nicolas Brault, Michèle Bélanger
Stormy Night – Michèle Lemieux, Jean-Jacques Leduc, Marcel Jean
2005
Ryan* – Marcy Page, Steven Hoban, Mark Smith, Chris Landreth
L’homme sans ombre – Georges Schwizgebel, Marcel Jean
Louise – Jennifer Torrance, Michael J.F. Scott, Anita Lebeau
Mabel’s Saga – JoDee Samuelson, Kent Martin
Through My Thick Glasses – Pjotr Sapegin, Marcel Jean, David Reiss-Anderson
2006
cNote – Michael Fukushima, Christopher Hinton
Dehors Novembre – Patrick Bouchard, Michèle Bélanger
Ruzz and Ben – Philippe Jullien, Jean-Pierre Lemouland, Marcel Jean
2007
The Danish Poet – Eine Liebesgeschichte (The Danish Poet)* – Torill Kove, Lise Fearnley, Marcy Page
Histoire tragique avec fin heureuse – Regina Pessoa, Patrick Eveno, Abi Feijò, Jacques-Rémy Girerd, Marcel Jean
2008
Madame Tutli-Putli – Maciek Szczerbowski, Chris Lavis, Marcy Page
Here and There – Marc Bertrand, Diane Obomsawin
Jeu – Marcel Jean, Michèle Bélanger, Georges Schwizgebel
2009
Sleeping Betty – Claude Cloutier, Marcel Jean
Drux Flux – Theodore Ushev, Marc Bertrand
The Facts in the Case of Mister Hollow – Rodrigo Gudiño, Vincent Marcone, Marco Pecota

## 2010er-Jahre
2010
Runaway – Derek Mazur, Cordell Barker, Michael Scott
The Spine – Steven Hoban, Chris Landreth, Marcy Page
Vive la rose – Michael Fukushima, Bruce Alcock, Annette Clarke, Tina Ouellette
2011
Lipsett Diaries – Theodore Ushev, Marc Bertrand
La tranchée – Regie: Claude Cloutier, Marc Bertrand
2012
Romance – Georges Schwizgebel, René Chénier, Marc Bertrand
Wild Life – Amanda Forbis, Wendy Tilby, Marcy Page, Bonnie Thompson
La cité entre les murs – Alain Fournier
Choke – Michelle Latimer
Muybridge’s Strings – Kōji Yamamura, Michael Fukushima, Shuzo John Shiota, Keisuke Tsuchihashi